# Lost in the Night (Mac the Knife?)
Lost in the Night (Mac the Knife?) è un singolo del gruppo musicale inglese Secret Affair, pubblicato nel 1982 dalla I-Spy Records.

## Il disco
È l'ultimo singolo dei Secret Affair, ed è contenuto album musicale Business as Usual.
Viene pubblicato l'8 gennaio del 1982, ma non riuscirà mai ad entrare in classifica.
Come b side venne scelta Big Beat.

## Tracce
Lato A:
1. Lost in the Night

Lato B:
1. Big Beat

## Formazione
- Ian Page - cantante
- Dave Cairns - chitarra
- Dennis Smith - basso
- Paul Baltitude - batteria
- Dave Winthrop - sassofonista